# Làfries
Les Làfries (en grec antic: Λάφρια) eren un festival que se celebrava cada any a Patres (Acaia) en honor d'Àrtemis Làfria.
Pausànies descriu la manera de com se celebrava el festival. Quan s'acostava la data de la festa, entorn de l'altar de la deïtat i en cercle es col·locaven trossos grossos de fusta verda d'uns setze metres de longitud formant una barrera i llenya seca damunt l'altar, i construïen una mena d'esgraons que conduïen a l'altar, recoberts amb una capa lleugera de terra. El primer dia del festival una processó anava al temple d'Àrtemis i al final de tot entrava una jove que feia de sacerdotessa per l'ocasió, pujada en un carruatge que estiraven cervos. Al segon dia es feien nombrosos sacrificis oferts per l'estat i pels particulars. Les víctimes eren ocells, senglars, cervos i de vegades llops i ossos, i també els animals domèstics vells. Totes les víctimes es posaven vives a l'altar, i llavors s'encenien les fustes o llenya seca. Els animals fugien embogits i, encesos, miraven de fugir, però la fusta verda col·locada a l'entorn, que no prenia, els impedia la fugida. Llavors, tornaven a agafar als animals i els llençaven altre cop a les flames. No consta que mai cap persona resultàs ferida.